# Α-ケトグルタル酸
α-ケトグルタル酸（アルファ-ケトグルタルさん、α-ketoglutaric acid）または2-オキソグルタル酸（2-oxoglutaric acid）は、グルタル酸の誘導体である2種類のケトンのうちの1つである。「ケトグルタル酸」と言えば普通α体を指す。ケトン基の位置が異なる誘導体としてβ-ケトグルタル酸があるが、この呼称はあまり一般的ではない（たいていはアセトンジカルボン酸と呼ばれる）。
α-ケトグルタル酸（または2-オキソグルタル酸）のアニオンは、生化学の化合物として重要である。α-ケトグルタル酸アニオンはグルタミン酸アニオンの脱アミノで作られ、クエン酸回路の中間体となる。

## 機能

### クエン酸回路
α-ケトグルタル酸はクエン酸回路の重要な中間体であり、オキサロコハク酸から合成された後、スクシニルCoAとなる。補充反応では、グルタミン酸のトランスアミノ反応または、グルタミン酸デヒドロゲナーゼの作用でα-ケトグルタル酸を合成して回路に補充する。

### 窒素輸送
細胞内で放出された窒素（アミノ基やアンモニア）と結合して、窒素による負荷を防ぐ機能もある。
α-ケトグルタル酸アニオンは代謝経路において窒素の運搬者の1つとして重要であり、アミノ酸のアミノ基はトランスアミノ反応でα-ケトグルタル酸アニオンと結合し、あるいはアンモニアがα-ケトグルタル酸アニオンと結合してグルタミン酸アニオンとなる。
αケトグルタル酸アニオン + αアミノ酸 → グルタミン酸アニオン + αケト酸
αケトグルタル酸アニオン + NH3 → グルタミン酸アニオン
グルタミン酸アニオンは筋肉ではさらにアラニンに、脳ではグルタミンに変換され、血液によって尿素回路が働いている肝臓に運ばれる。
肝臓でアラニンはαケトグルタル酸アニオンにアミノ基を転移してグルタミン酸アニオンとなり、
αケトグルタル酸アニオン + アラニン → グルタミン酸アニオン + ピルビン酸
窒素は最終的に尿素回路にて代謝される。

### グルタミン酸-グルタミン回路
グルタミン酸作動性神経のシナプスと周辺グリア細胞との間でやりとされるグルタミン酸-グルタミン回路において、αケトグルタル酸は窒素とともに興奮性神経伝達物質となるグルタミン酸供給に必要な基質となる。詳細はen:Glutamate-glutamine cycleを参照。

### GABAシャント
α-ケトグルタル酸アニオンはγ-アミノ酪酸(GABA)生合成に関わる。
α-ケトグルタル酸アニオンはGABAアミノ基転移酵素(GABA-T, 英)によるトランスアミノ反応でGABAからアミノ基を転移され興奮性神経伝達物質であるグルタミン酸アニオンとなる。グルタミン酸アニオンは脱炭酸され（ビタミンB6を必要とする）、抑制性神経伝達物質であるGABAになる。GABAの代謝では先ほどのGABA-Tによって脱アミノが行われコハク酸セミアルデヒドを経てコハク酸になる。すなわちグルタミン酸アニオン生合成とGABAの代謝はGABA-Tによって同時に行われる。なおクエン酸回路を一部迂回するような経路と見ることができるのでシャントと呼ばれる
。

### 抗酸化
αケトグルタル酸は生体内のクエン酸回路における活性酸素種(ROS)除去を行う。
αケトグルタル酸 + ROS → コハク酸
酸化ストレスに対応するためαケトグルタル酸の産生や代謝に関わる酵素の代謝速度などが調節されαケトグルタル酸の濃度を保たれる。
線虫においてはαケトグルタル酸の供給源としてヒスチジンも代謝されてグルタミン酸経由でαケトグルタル酸となり濃度が保たれるとの報告がある。

### 抗老化
αケトグルタル酸を線虫に摂取させると寿命が平均しておよそ50%伸びることが示された。